# Salvadori labdarúgó-válogatott
A salvadori labdarúgó-válogatott Salvador nemzeti csapata, amelyet a salvadori labdarúgó-szövetség (spanyolul: Federación Salvadoreña de Fútbol) irányít. Alapítva: 1935-ben. FIFA-tagság: 1938.

## Története
A történelem nagykönyvébe 1969-ben került be, amikor Hondurasszal vívott második világbajnoki selejtezőt követően kitört a " futballháború", a salvadori hadsereg megszállta a Hondurast. A közép-amerikai CONCACAF-tagország eddig két alkalommal kvalifikált a labdarúgó-világbajnokságra, azonban a csoportkörök összes mérkőzését elvesztette. Legnagyobb sikereiknek az UNCAF-nemzetek kupája bronzérmeik, a CONCACAF-bajnokságon elért ezüst-, és bronzérmeik, illetve az 1943-as CCCF-bajnokság aranyérme tekinthetők.

## Nemzetközi eredmények
CCCF-bajnokság
- Aranyérmes: 1 alkalommal (1943)
- Ezüstérmes: 2 alkalommal (1941, 1941)
- Bronzérmes: 1 alkalommal (1946)

CONCACAF-bajnokság
- Ezüstérmes: 2 alkalommal (1963, 1981)
- Bronzérmes: 1 alkalommal (1977)

UNCAF-nemzetek kupája
- Bronzérmes: 4 alkalommal (1995, 1997, 2001, 2003)

Közép-amerikai és karibi játékok
- Aranyérmes: 2 alkalommal (1954, 2002 - U21)
- Bronzérmes: 1 alkalommal (1946)

## Világbajnoki szereplés
- 1930: Nem indult.
- 1934: Nem indult.
- 1938: Visszalépett.
- 1950 – 1966: Nem indult.
- 1970: Csoportkör.
- 1974: Nem jutott be.
- 1978: Nem jutott be.
- 1982: Csoportkör.
- 1986 – 2018: Nem jutott be.

## CONCACAF-aranykupa-szereplés
- 1991 : Nem jutott be.
- 1993 : Nem jutott be.
- 1996 : Csoportkör.
- 1998 : Csoportkör.
- 2000 : Nem jutott be.
- 2002 : Negyeddöntő
- 2003 : Negyeddöntő.
- 2005 : Nem jutott be.
- 2007 : Csoportkör.
- 2009 : Csoportkör.
- 2011 : Negyeddöntő.

## Külső hivatkozások
- Salvadori Labdarúgó-szövetség hivatalos oldala (spanyolul)
- Salvador a FIFA.com-on Archiválva 2016. március 3-i dátummal a Wayback Machine-ben (angolul)
- Salvador a CONCACAF.com-on (angolul)
- Salvador mérkőzéseinek eredményei az rsssf.com-on (angolul)
- Salvador mérkőzéseinek eredményei az EloRatings.net-en (angolul)
- Salvador a national-football-teams.com-on (angolul)
- Salvador mérkőzéseinek eredményei a Roon BA-n (angolul)
- Salvador a transfermarkt.de-n (németül)
- Salvador a weltussball.de-n (németül)
- Salvador a fedefutbol.net-en (spanyolul)